# 白恩佑
白恩佑（1812年—？），字蘭岩，一字叔啟，號石仙，晚號石翁，山西省介休縣人。清朝官員。

## 生平
白恩佑於道光二十七年（1847年）考中丁未科二甲進士，選庶吉士，散館改禮部主事，升郎中。咸豐九年（1859年）任江南道御史，改福建道。咸豐十一年（1861年）任湖南學政，同治初年任福建道監察御史，同治三年（1864年）任刑科給事中。卒年不詳。

## 著作

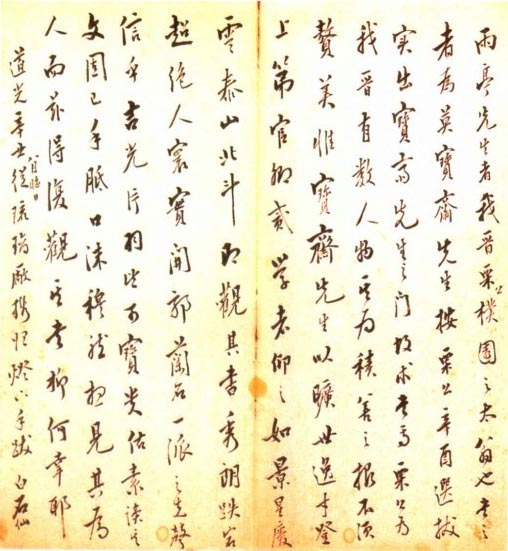
白恩佑書法

工書畫、詩文，善畫山水、花卉，不襲故常。有《進修堂詩集》。《晚晴簃詩匯》收其詩一首。

## 外部連結
- 白恩佑 （页面存档备份，存于） 中研院史語所